# جي. ميخائيل لينيهان
جي. ميخائيل لينيهان هو سياسي أمريكي، ولد في 30 أغسطس 1943، وتوفي في 28 فبراير 2015. انتخب عضو مجلس ولاية رود آيلاند ‏.